# Міліція України
Мілíція — колишній центральний орган виконавчої влади в Україні з правоохоронними функціями, що був заснований 9 лютого 1919 року в період існування Української Радянської Соціалістичної Республіки, яка входила до складу Радянського Союзу, і продовжував працювати в незалежній Україні після розпаду СРСР до 7 листопада 2015 року, коли їй на зміну прийшла Національна поліція України.

## Історія

### Добровільні міліцейсько-військові формування
Після лютневої революції почали створюватись українські добровільні міліцейсько-військові формування — Вільне козацтво. Вони з'явилися спонтанно в 1917—1918 роках для «оборони вольностей українського народу» та охорони громадського порядку від «банд збільшовичених дезертирів».
Слід зауважити, що в підрозділах Вільного козацтва, Державної жандармерії, Народної сторожі і Державної варти, які виконували по суті поліцейські функції, була слабка дисципліна, велика плинність кадрів, низький професійний рівень, відсутність належного управління, недостатнє матеріально-технічне постачання. На їх діяльності позначилися умови громадянської війни і тому вони не могли виконувати в повній мірі свої завдання.
Але особовий склад цих правоохоронних структур зробив свій внесок в боротьбу за відродження української державності, що розпочалася після Лютневої революції 1917 р. Важлива роль відводилась органам громадського порядку в становленні Української Народної Республіки, яка була проголошена у листопаді 1917 р. Однак процес побудови незалежної демократичної держави і її правоохоронних Інститутів був припинений більшовицьким режимом, який прийшов до влади в Україні і створив радянську міліцію.
Перший Всеукраїнський з'їзд Рад проголосив 12 грудня 1917 року у Харкові Радянську владу і створив Українську Радянську республіку. У зв'язку з цим більшовики стали перед завданням формування нових органів охорони правопорядку. З цією метою до складу Радянського уряду України — Народного Секретаріату — увійшло Секретарство судових справ, на яке покладалася організація та керівництво міліцією, охорона громадської безпеки.
В Україні робітничо-селянську міліцію було створено декретом РНК УРСР від 9 лютого 1919 року. В декреті роз'яснювалося, що основним її завданням є «охорона революційного порядку та особистої безпеки громадян», а також боротьба «з кримінальними злочинними елементами, які є наслідком капіталістичного ладу».

### Робітничо-селянська міліція
Принципи організації та діяльності української міліції отримали подальший розвиток у Положенні про робітничо-селянську міліцію, яке було затверджено РНК УСРР 14 вересня 1920 року В основу організації та діяльності української міліції були покладені ті ж принципи, що діяли і в міліції РРФСР.
Служба в міліції була добровільною, але кожен, хто вступав на службу, зобов'язаний був прослужити не менше одного року. На службу мали прийматися тільки особи, які досягли 21-річного віку, грамотні, які користувалися виборним правом, не знаходилися під слідством та судом по звинуваченню у скоєнні злочинів, цілком здорові та придатні для служби. Як озброєному виконавчому органові, робітничо-селянській міліції присвоювався статус збройних частин особливого призначення з усіма їх правами і обов'язками.
Формування української міліції проходило у важких умовах: не вистачало кадрів, слабкою була матеріально-технічна база. Слід сказати, що часто міліція використовувалася радянськими органами як каральний інструмент для боротьби з населенням, що поставало проти влади більшовиків. Але все ж основною функцією міліції було забезпечення правопорядку, захист громадян від злочинності. І цю функцію вона, не зважаючи на труднощі, виконувала.

### РокиДругої світової війни
Діяльність органів внутрішніх справ України в роки Німецько-радянської війни відображена в спеціальній літературі досить широко, хоч і однобоко. Указ Президії Верховної Ради СРСР від 22 червня 1941 року «Про воєнний стан» вимагав від місцевих органів державної влади надавати допомогу і повне сприяння військовому командуванню в використанні сил і засобів в цілях оборони держави, підтримання безпеки і громадського порядку. Слід зауважити, що за роки війни структура органів НКВС СРСР суттєво не мінялась. Післявоєнний період (1946—1954 роки) став важливим етапом в формуванні і розвитку правоохоронних органів України, особливо що стосується органів міліції. Політичні причини та тяжкі соціальні умови, що склалися в післявоєнний час, змусили уряд провести чергову реорганізацію органів міліції.

### Після Другої світової війни
Так, 18 березня 1946 року. за рішенням Верховної Ради СРСР НКВС був перетворений в МВС СРСР. Аналогічні зміни були проведені і в союзних республіках СРСР.
Функціональні обов'язки і права працівника міліції закріплялись в Дисциплінарному статуті, який був введений в дію 7 липня 1948 року. і відміняв Дисциплінарний статут від 22 липня 1931 року. Для проведення політико-виховної роботи в органах внутрішніх справ в квітні 1949 року. за рішенням ЦК ВКП(б) вводиться посада заступника начальника по політчастині. В 70-х роках приділяється значна увага підготовці кадрів органів внутрішніх справ. В Україні в цей час діє ціла низка середніх спеціальних шкіл міліції (Дніпропетровська, Львівська, Івано-Франківська, Одеська) та Київська Вища школа МВС СРСР.
В 1985—1990 роках. органи внутрішніх справ УРСР, як і в попередні роки, діяли в підпорядкуванні МВС СРСР. І хоч права МВС УРСР і УВС областей — в ці роки було дещо розширені, але все рівно вони були частиною загальносоюзної системи, і загальне керівництво, і кадрове забезпечення, і матеріально-технічне постачання та інші сфери діяльності органів внутрішніх справ УРСР вирішувались в центральних союзних установах.

### Часи незалежності та розформування
Основний законодавчий акт, який чітко окреслив завдання та функції органів внутрішніх справ, — Закон України «Про міліцію» ухвалений 20 грудня 1990 року.

## Основні завдання

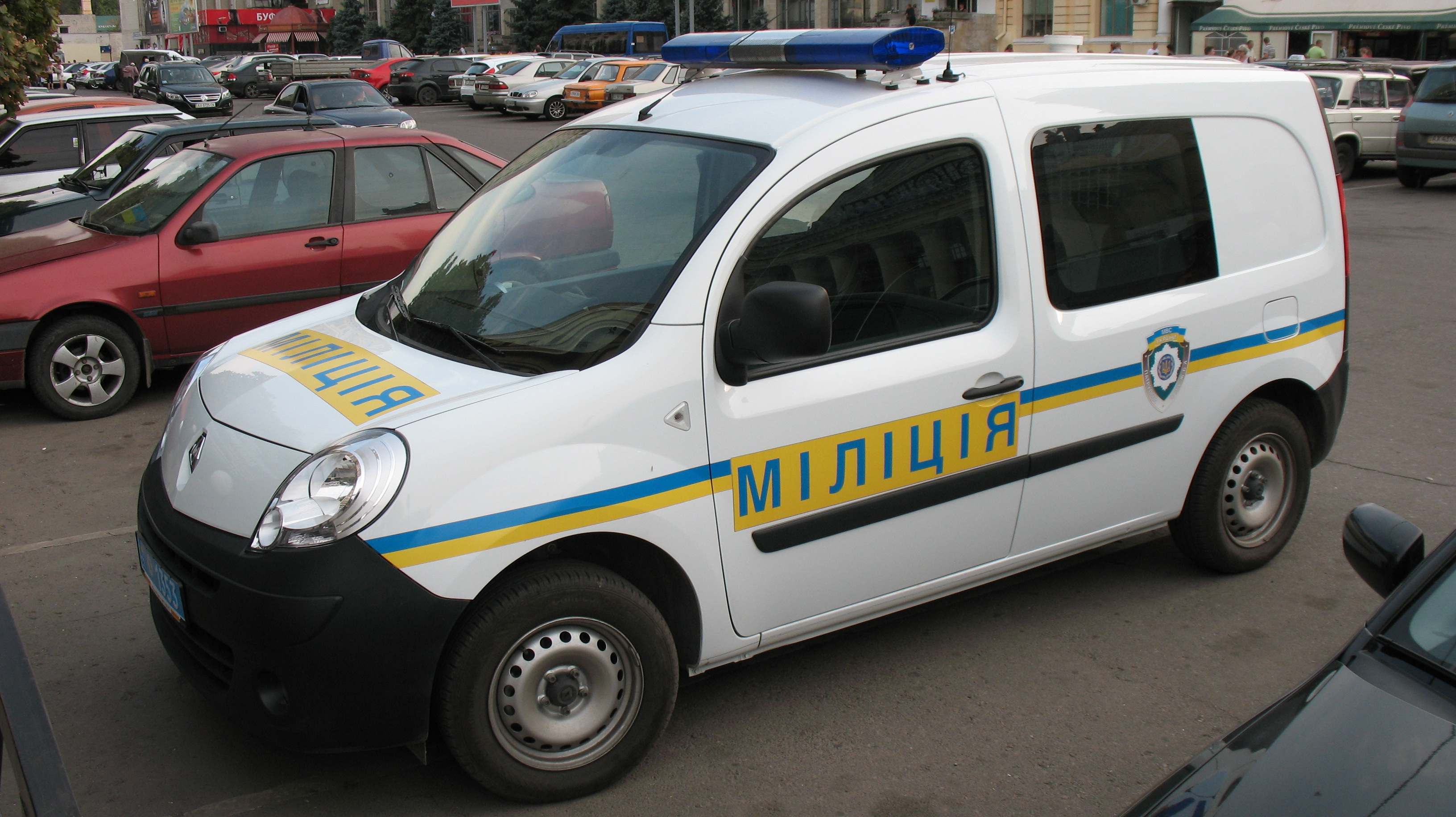
Renault Kangoo МВСУ, Харків

Законодавчо, офіційними основними завданнями міліції було:
- забезпечення особистої безпеки громадян, захист їх прав і свобод, законних інтересів;
- запобігання правопорушенням та їх припинення;
- охорона і забезпечення громадського порядку;
- виявлення і розкриття злочинів, розшук осіб, які їх вчинили;
- забезпечення безпеки дорожнього руху;
- захист власності від злочинних посягань;
- виконання кримінальних покарань і адміністративних стягнень;
- участь у поданні соціальної та правової допомоги громадянам, сприяння у межах своєї компетенції державним органам, підприємствам, установам і організаціям у виконанні покладених на них законом обов'язків.

## Структура
Станом на 2015 рік, міліція складалася з підрозділів:
- кримінальної міліції:
  - служба по боротьбі з організованою злочинністю;
  - служба карного розшуку;
  - служба боротьби з економічною злочинністю;[2]
  - служба боротьби з незаконним обігом наркотиків;
  - служба кримінальної міліції у справах дітей;
  - служба боротьби зі злочинами, пов'язаними з торгівлею людьми;
  - служба оперативна;
  - служба оперативно-технічних заходів;
  - служба кінологічна;
  - Укрбюро Інтерполу;
- органів слідства та дізнання;
- міліції громадської безпеки:
  - служба охорони громадського порядку:
    - патрульно-постової служби міліції;
    - приймальники-розподільники для затриманих за бродяжництво;
    - приймальники-розподільники для неповнолітніх;
    - служба охорони, утримання і конвоювання затриманих та взятих під варту осіб;
    - спецприймальники;
    - спецпідрозділи міліції з охорони громадського порядку;

  - служба дільничних інспекторів міліції;[3]
  - дозвільна система;
  - служба у справах громадянства, іміграції та реєстрації фізичних осіб;[4]
  - служба з проведення карантинних ветеринарних заходів;[5]

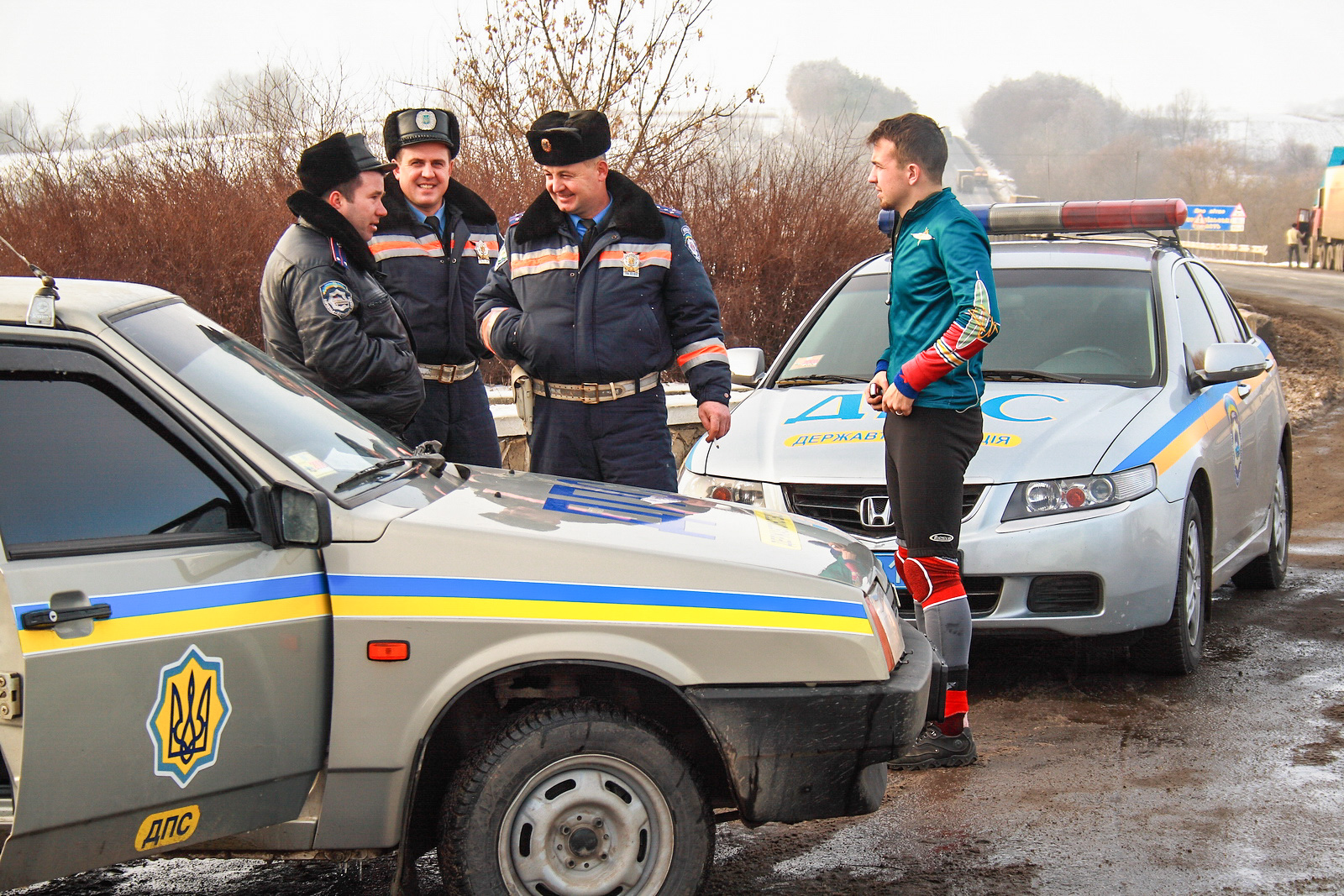
Інспектори ДАІ охороняють порядок на шляху руху марафону, 2007

  - державна автомобільна інспекція

Державна автомобільна інспекція являла собою сукупність підрозділів дорожньо-патрульної служби, дорожнього нагляду, реєстраційно-екзаменаційної роботи, технічного нагляду, розшуку транспортних засобів, пропаганди та агітації з безпеки руху.
- штабних підрозділів;
- транспортної міліції;

До транспортної міліції належать відповідні підрозділи, які забезпечують охорону громадського порядку і боротьбу зі злочинністю на залізничному, водному та повітряному транспорті.
- міліції охорони;

Міліція охорони складалася з підрозділів які забезпечують на договірних засадах охорону усіх видів власності, об'єктів майна та вантажів, фізичних осіб, грошових коштів (управління, відділи охорони при територіальних органах внутрішніх справ, які мають у своєму складі окремі дивізіони, роти, взводи, спеціальні підрозділи міліції охорони «Титан»).
- спеціальної міліції;

До спеціальної міліції належали підрозділи внутрішніх справ на закритих об'єктах (наприклад, підприємства з особливим режимом функціонування).
- експертно-криміналістичної служби;

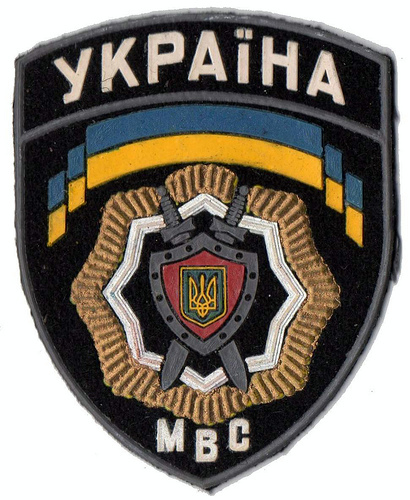
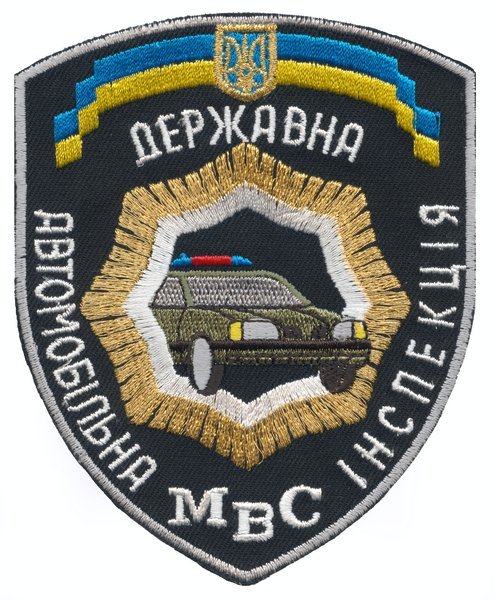
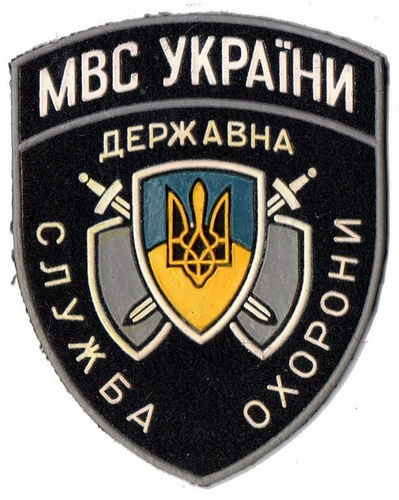

- служби зв'язків з громадськістю.

## Спеціальні звання
Докладніше: Звання, чини та ранги України

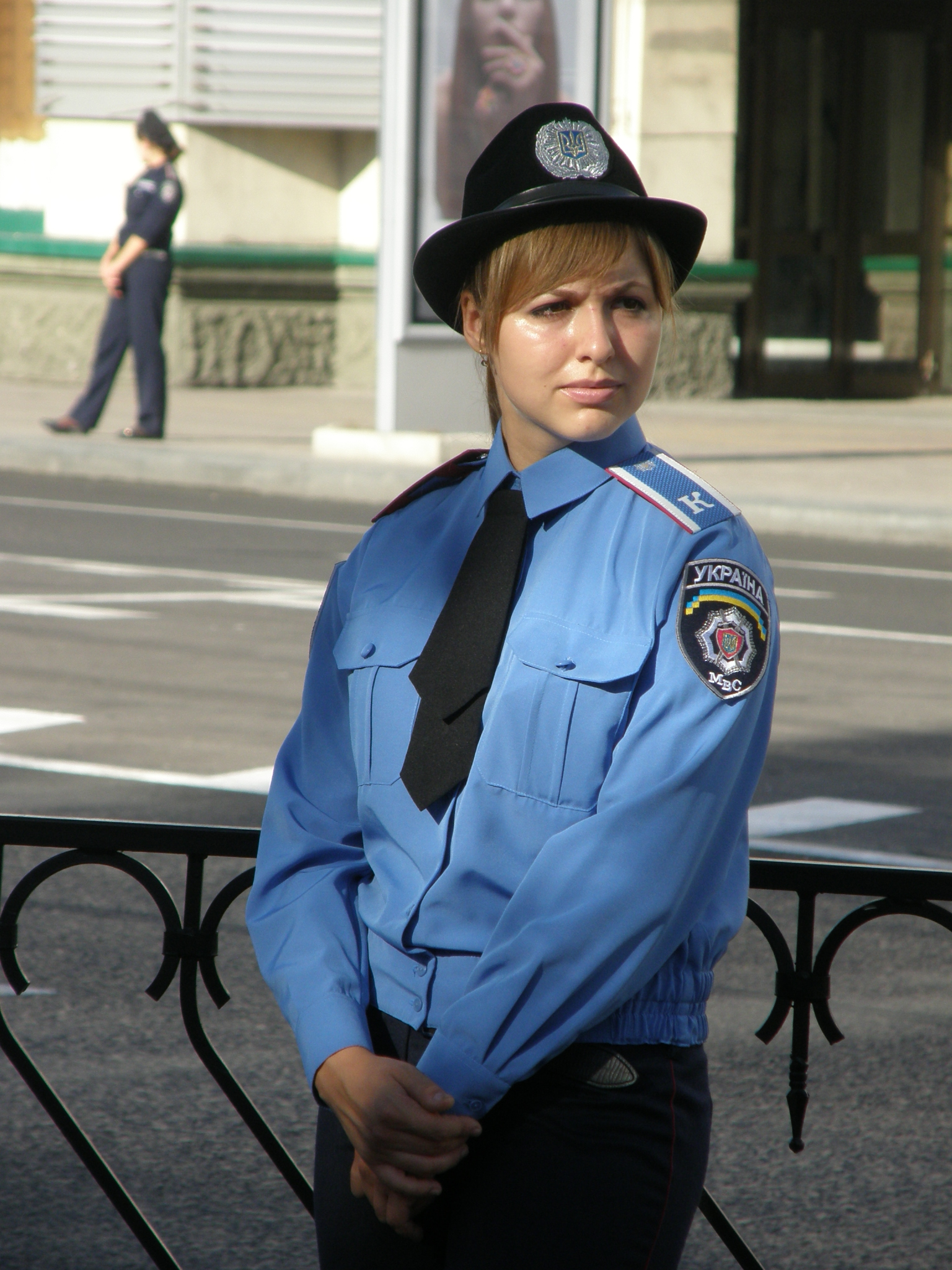
Погон курсанта на однострої співробітниці міліції України

Постановою Верховної Ради України від 22 квітня 1993 року № 3135-XII «Про спеціальні звання, формений одяг та знаки розрізнення в органах внутрішніх справ України» встановлені спеціальні звання для осіб начальницького та рядового складу органів внутрішніх справ:
|                            |                            |                        |                         |                      |                  |                 |                           |                   |                            |
| Генерал- полковник міліції | Генерал- лейтенант міліції | Генерал- майор міліції | Полковник міліції       | Підполковник міліції | Майор міліції    | Капітан міліції | Старший лейтенант міліції | Лейтенант міліції | Молодший лейтенант міліції |
|                            |                            |                        |                         |                      |                  |                 |                           |                   |                            |
| Старший прапорщик міліції  | Прапорщик міліції          | Старшина міліції       | Старший сержант міліції | Сержант міліції      | Молодший сержант | Рядовий міліції | Курсант міліції           |                   |                            |

## Галерея
Поширені міліцейські автівки часів УРСР:

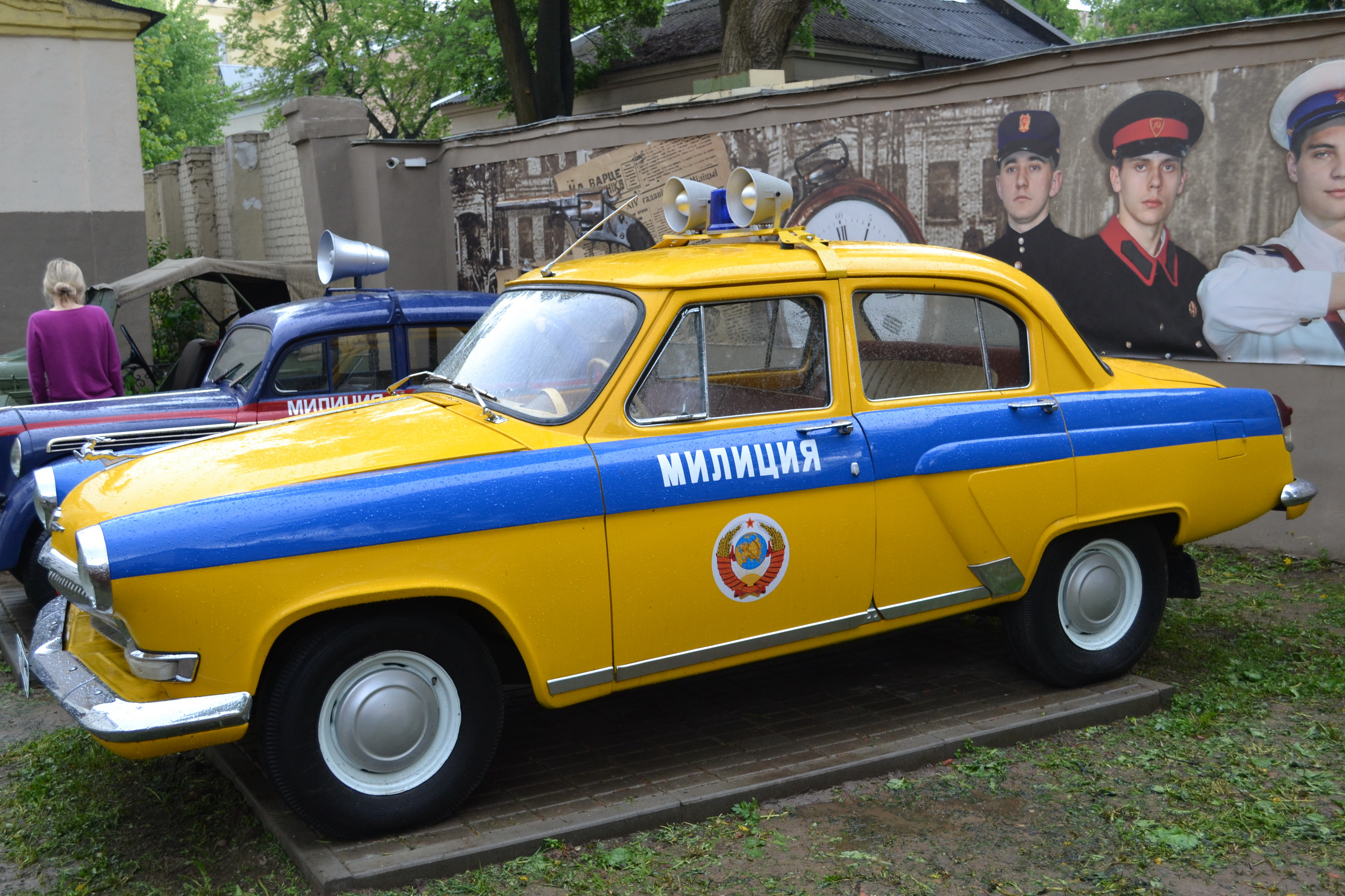
ГАЗ 21
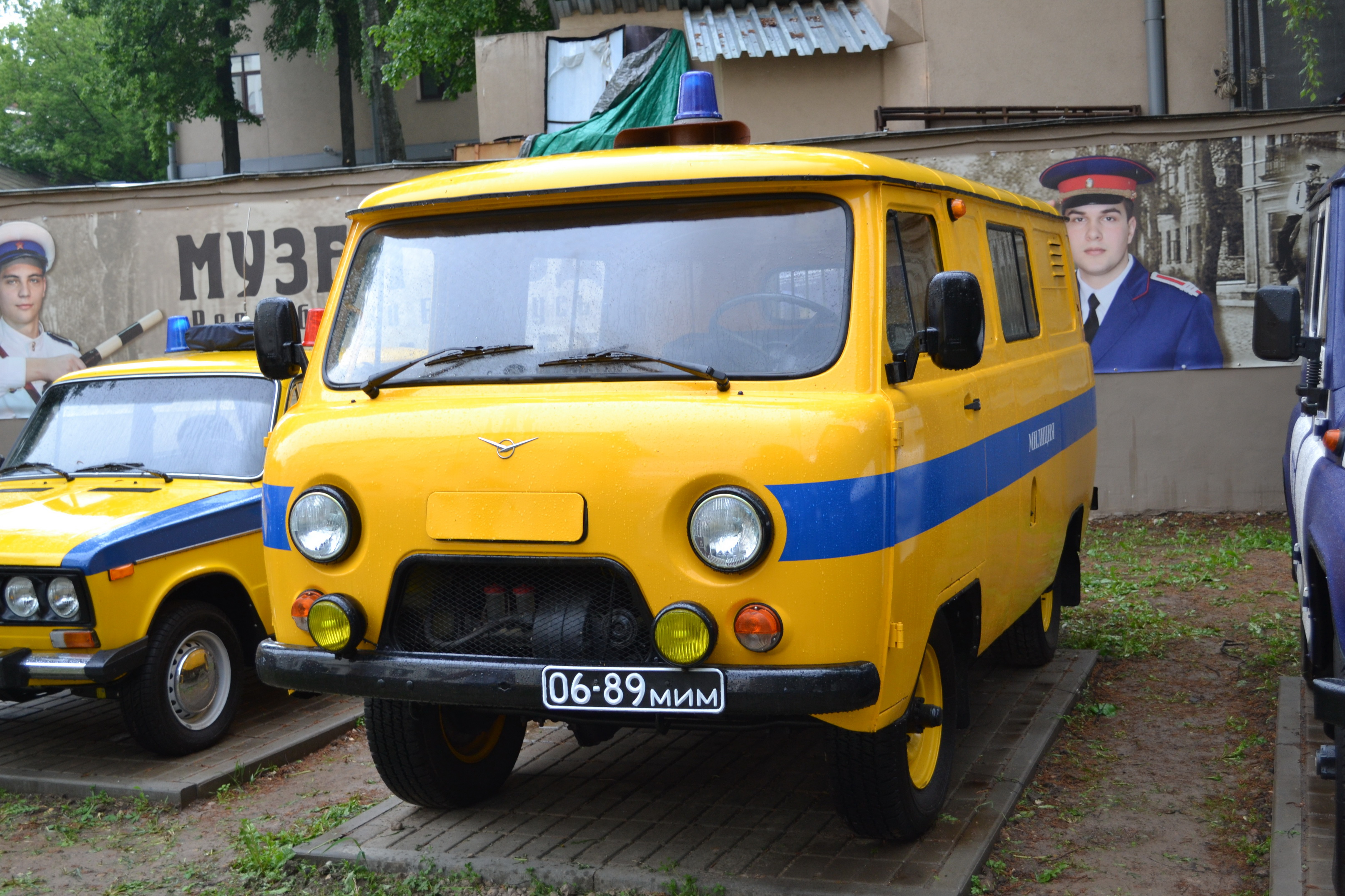
УАЗ 452
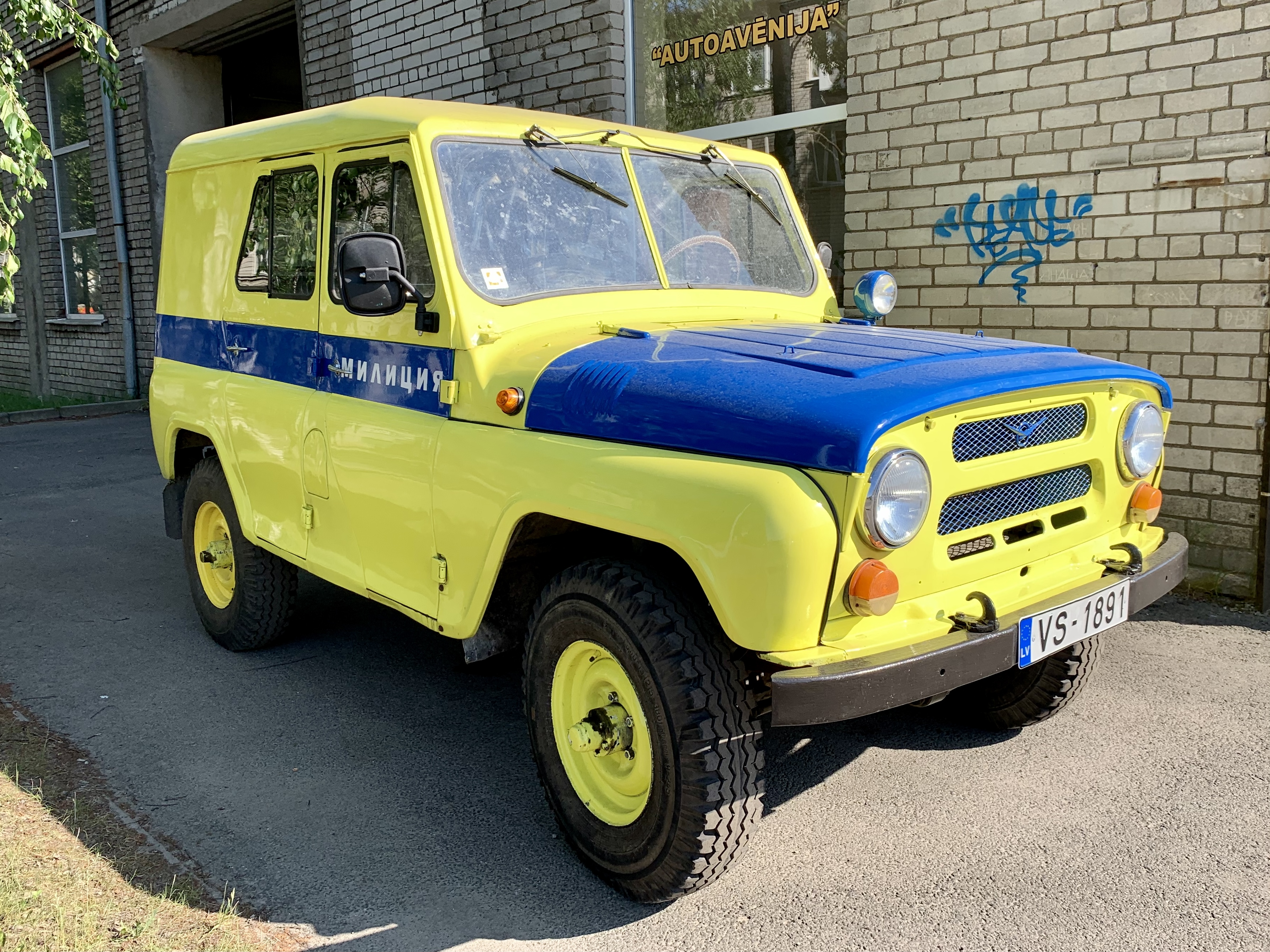
УАЗ 469АП
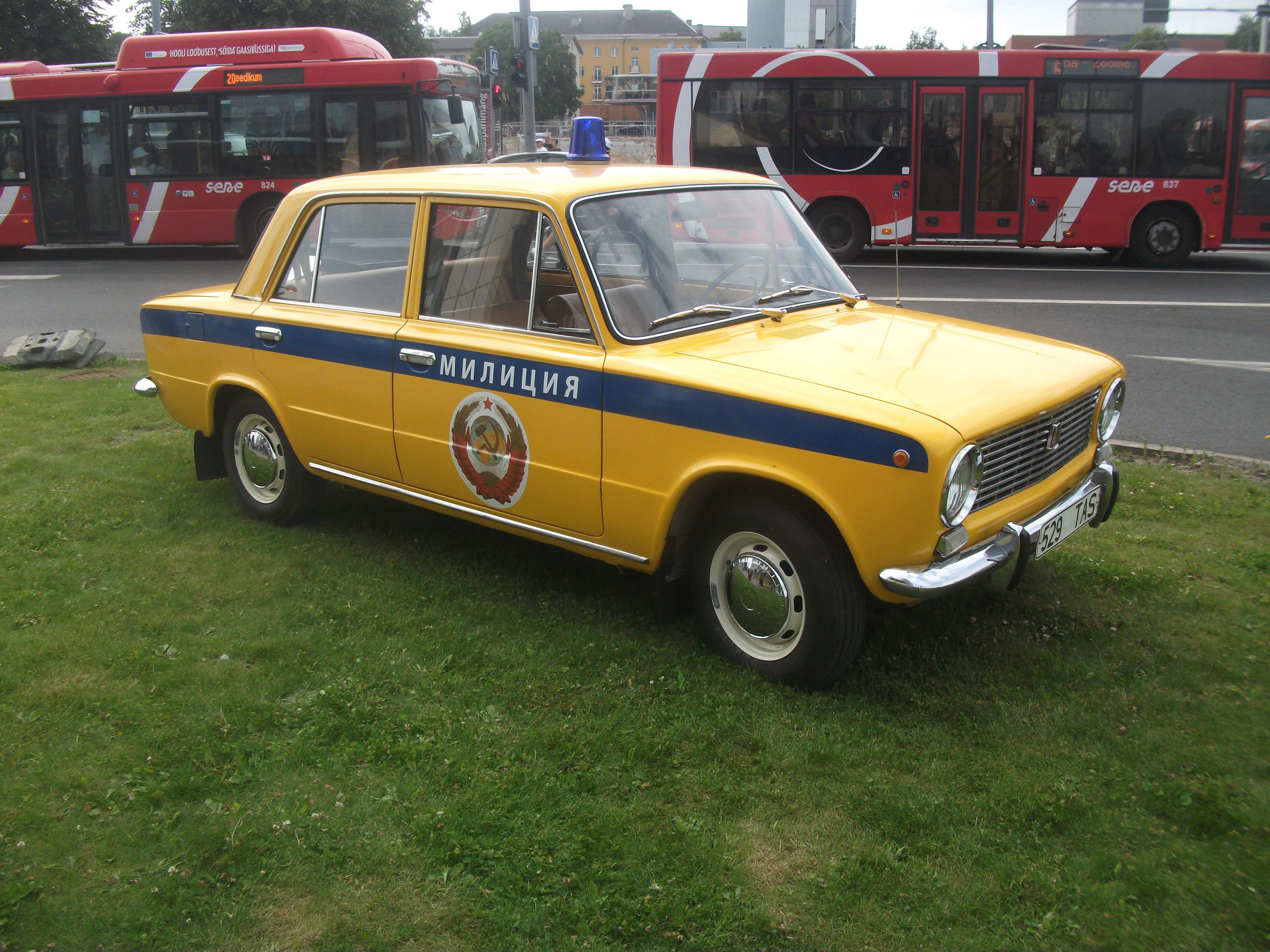
ВАЗ 2101
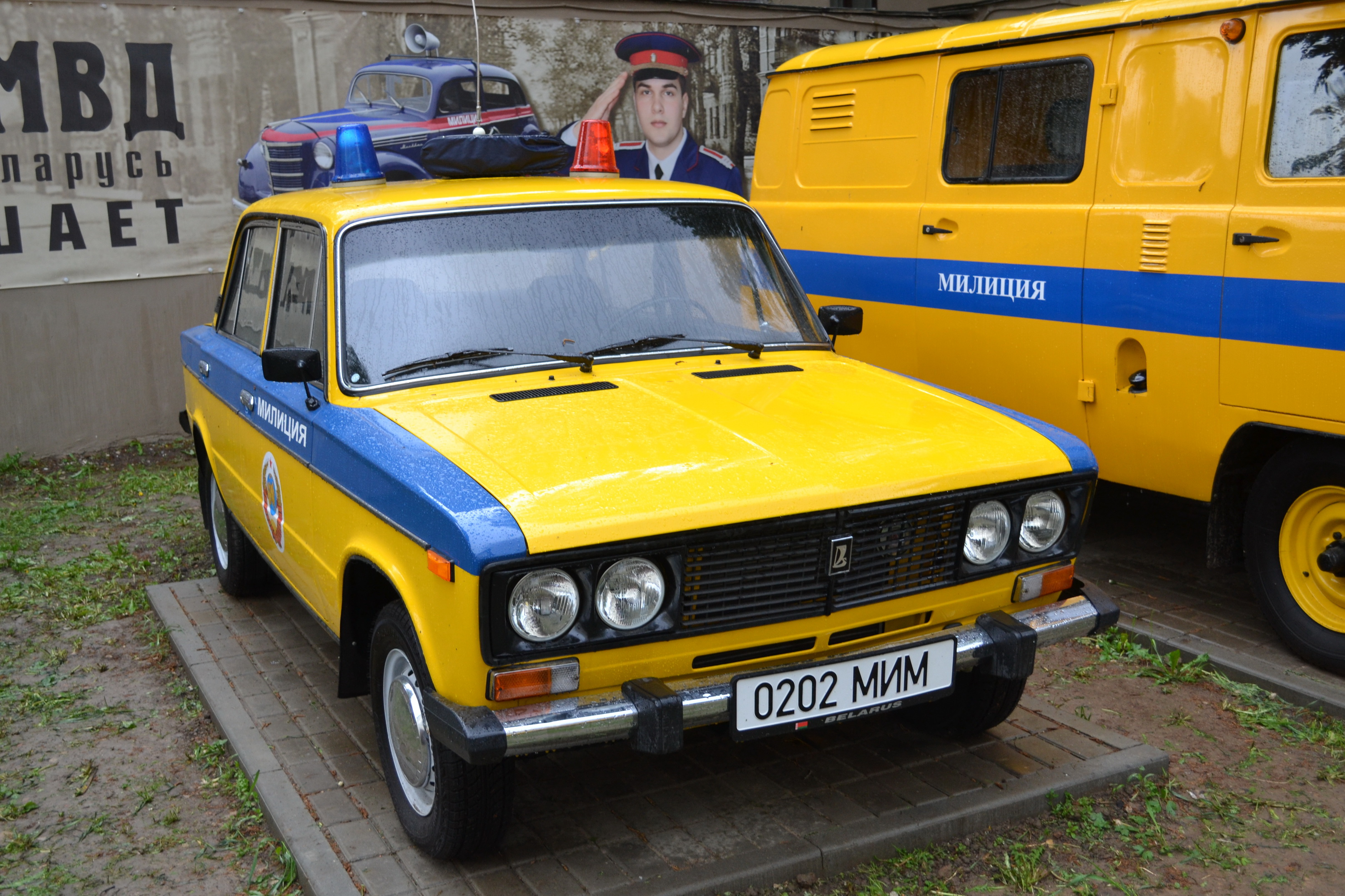
ВАЗ 2106
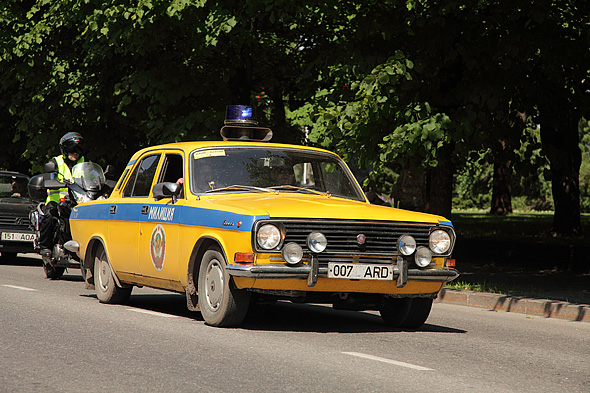
ГАЗ 24

## Миротворча діяльність
Станом на 2015, працівники МВС служили у складі миротворчих місій. Так, в Судані служило 19 співробітників, в Ліберії — 19, на Кіпрі — 1, у Кот-д `Івуарі — 4, в Конго — 3 і в Косово — 1 (у 2005—2006 роках там служило 197 працівників МВС).
| Місце         | Численність |
| ------------- | ----------- |
| ДР Конго      | 3           |
| Кіпр          | 1           |
| Ліберія       | 19          |
| Судан         | 19          |
| Кот-д'Івуар   | 4           |
| Косово        | 1           |
| Східний Тимор | 10          |

## Критика

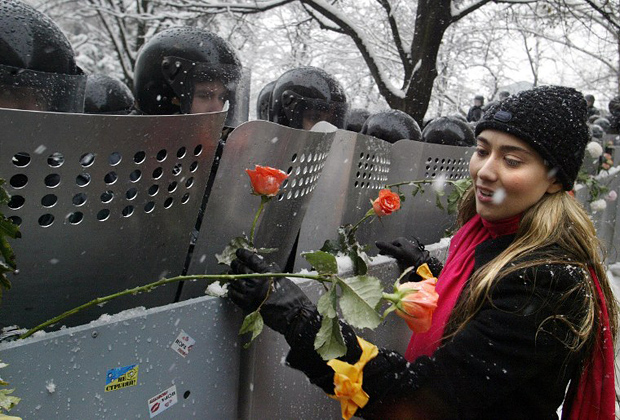
Дівчина прикрашає щити співробітників міліції квітами під час Помаранчевої революції у Києві

2013 року, відповідно до результатів дослідження фонду Демократичні ініціативи, під керівництвом Віталія Захарченка суспільна довіра до міліції досягла найнижчих значень за усю історію спостережень (з 2000 року) — мінус 47 %.
Українська міліція широко застосовувала катування у своїй діяльності. За підрахунками Української гельсінської спілки кожен 14-й житель України зазнавав катувань з боку міліціонерів і лише за 2008 рік таких випадків було майже 100 тисяч.
За даними Харківської правозахисної групи кількість людей, що померли у відділеннях міліції, зросла у 2011 році утричі у порівнянні з 2009 роком.
Широкого розголосу набула смерть студента Ігоря Індила 26 травня 2010 року у Шевченківському райвідділі Києва, протести у Врадіївці після групового зґвалтування та спроби вбивства офіцерами міліції жительки селища Ірини Крашкової.